# کائتا

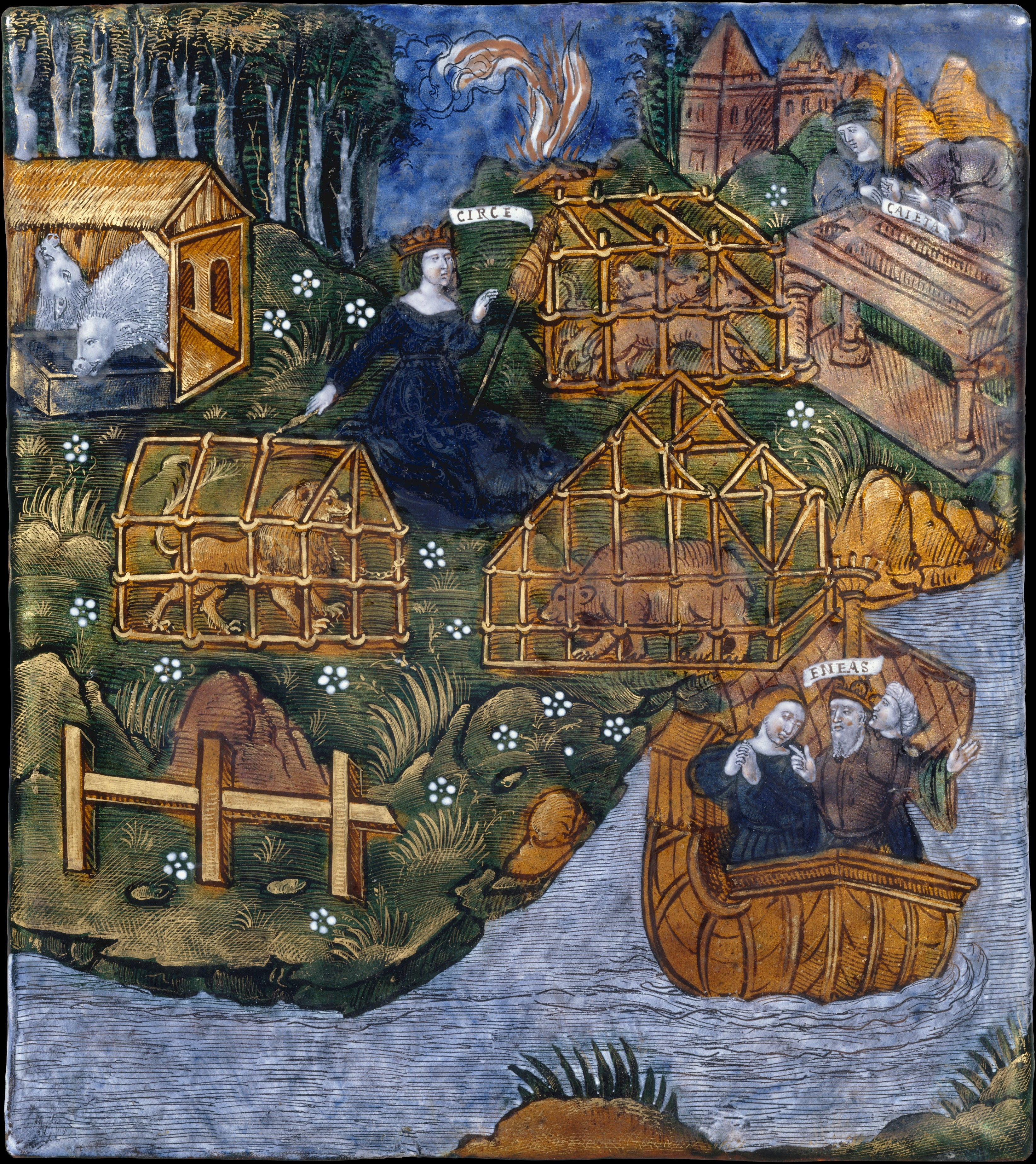
آئنیاس برای پرستار خود، کایتا، مقبره می‌سازد و از کشور سیرس می‌گریزد (انئید، کتاب هفتم)

کائتا (یونانی باستان: Καιήτη) در اسطوره‌شناسی روم، و یونانی باستان دایه آئنیاس بود. شاعر رومی ویرژیل قبر خود را در خلیج گائتا قرار می‌دهد.